# دنی روویرا
دنی روویرا (اسپانیایی: Dani Rovira‎؛ زادهٔ ۱ نوامبر ۱۹۸۰) بازیگر اهل اسپانیا است. وی از سال ۲۰۰۴ میلادی تاکنون مشغول فعالیت بوده‌است.
از فیلم‌ها یا برنامه‌های تلویزیونی که وی در آن نقش داشته‌است، می‌توان به گرفتن پرچم و ۱۰۰ متر اشاره کرد.
وی همچنین برندهٔ جوایزی همچون جایزه گویا شده‌است.